# برج آب ۱
برج آب ۱ مربوط به دوره پهلوی اول است و در آبادان، میدان بوارده شمالی واقع شده و این اثر در تاریخ ۹ اردیبهشت ۱۳۸۲ با شمارهٔ ثبت ۸۳۴۹ به‌عنوان یکی از آثار ملی ایران به ثبت رسیده است.